# ذبابية جندية خشبية
ذباب الزايلوميد (الاسم العلمي: Xylomyidae)، فصيلة حشرات من ذوات الجناحين. وهي ترتبط بالخشب الميت أو المُحتضر.